# Tsleil-Waututh
Pour les articles homonymes, voir Burrard.

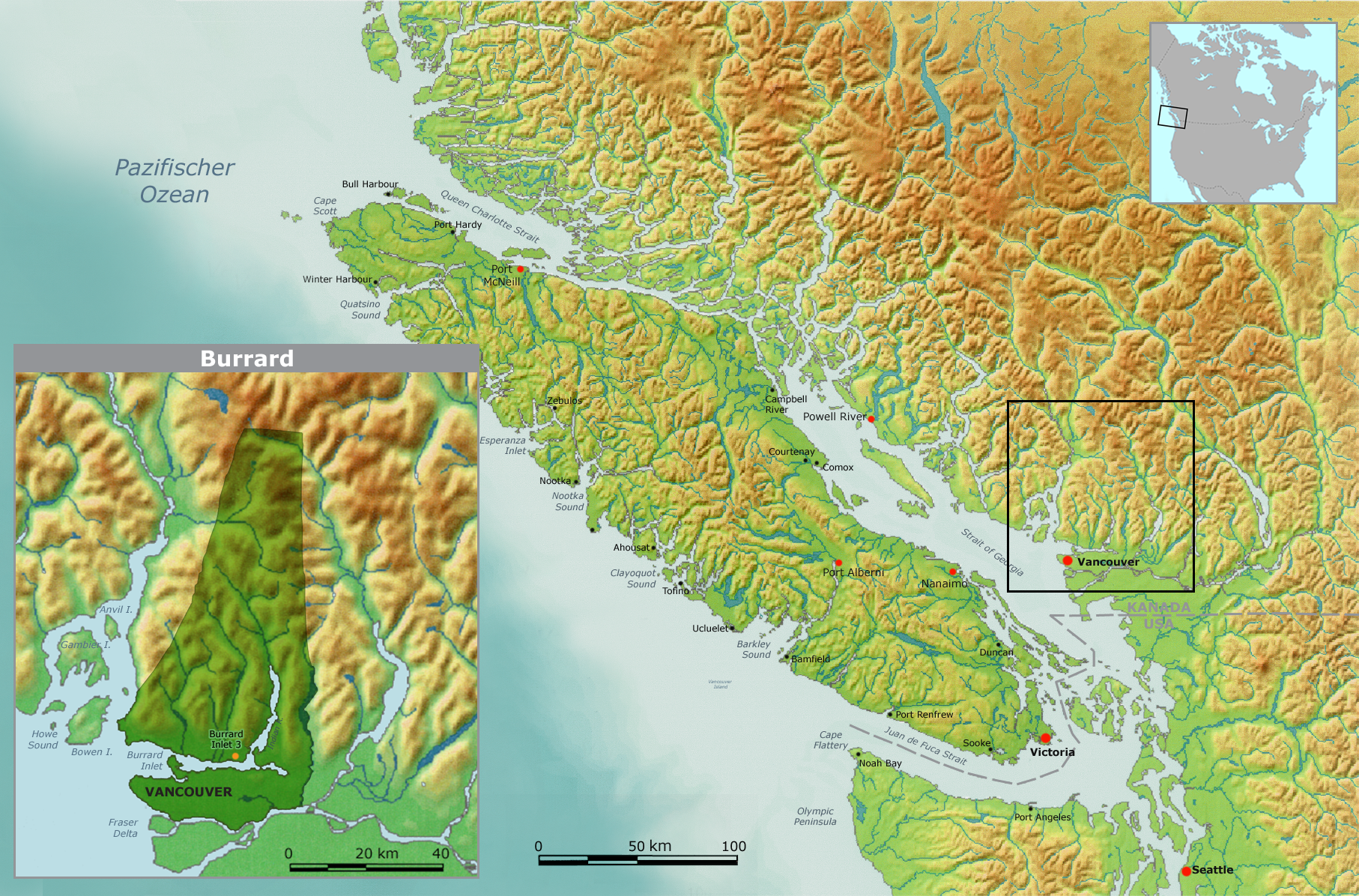
Territoire des Burrard

Les Tsleil-Waututh (səlilwətaɬ en halkomelem) sont un peuple autochtone (également appelé Burrard Indian) originaire du sud-ouest de la Colombie-Britannique, au Canada.
La langue d'origine des Tsleil-Waututh est un dialecte issu de la langue halkomelem (qui fait partie des langues salish). Leur territoire traditionnel englobe un espace de près de 2000 km2, depuis le fleuve Fraser au sud jusqu'au lac Mamquam au nord. Cela inclut les rives de la baie Burrard et de son extension, Indian Arm.

## Organisation politique et sociale - Nation Tsleil-Waututh
Dans le cadre de la « loi sur les Indiens » de 1876 qui régit le mode de gouvernement des peuples autochtones originaires du Canada, une « bande » Tsleil-Waututh (en anglais : Tsleil-Wauth Band ou Burrard Band) a été constituée. L'expression « nation Tsleil-Waututh » (en anglais : Tsleil-Waututh Nation) désigne les personnes régies par cette organisation.
Actuellement les membres de la nation Tsleil-Waututh vivent dans une communauté située entre Maplewood Flats et Deep Cove sur la rive nord de la baie Burrard.

## Personnalité célèbre
Un des membres les plus célèbres des Tsleil-Waututh est certainement Chief Dan George (1899-1981) qui était un acteur et un défenseur des droits des peuples autochtones du Canada. Il a notamment joué dans le film Little Big Man d'Arthur Penn, le rôle de l'Indien (nommé Old Lodge Skins) qui adopte le personnage principal (joué par Dustin Hoffman).